# Drożdzienica
Drożdzienica is een plaats in het Poolse district  Tucholski, woiwodschap Koejavië-Pommeren. De plaats maakt deel uit van de gemeente Kęsowo en telt 380 inwoners.